# Fagonia mayana
Fagonia mayana är en pockenholtsväxtart som beskrevs av Schlecht.. Fagonia mayana ingår i släktet Fagonia och familjen pockenholtsväxter. Inga underarter finns listade i Catalogue of Life.